# Södra Blåkölen
Södra Blåkölen är ett naturreservat i Bodens kommun i Norrbottens län.
Området är naturskyddat sedan 2009 och är 1,6 kvadratkilometer stort. Reservatet omfattar västsluttningar av Södra Blåkölen. Reservatet består av granskog med inslag av lövträd och tall vid toppen.  